# Цанрадбан (Штутгарт)
48°45′19″ пн. ш. 9°10′20″ сх. д. / 48.75523333° пн. ш. 9.17234722° сх. д.
Цанрадбан або Штутгартська рейкова залізниця (нім. Zahnradbahn Stuttgart)) — електрична зубчаста залізниця в Штутгарті, Німеччина. сполучає райони Зюд (або точніше: його частину під назвою Геслах) і Дегерлох. 
Відкрито 23 серпня 1884 року, колія шириною 1000 мм, обладнана системою Ріггенбаха, живиться від повітряної мережі 750 В постійного струму (раніше 600 В). 
Лінію зараз обслуговує Stuttgarter Straßenbahnen AG.
Це єдина міська зубчаста залізниця в Німеччині та одна з чотирьох зубчастих залізниць, які працюють у Німеччині, разом із Баварським Цугшпіцбаном , Драхенфельсбаном та Вендельштаїнбаном.
Проте це єдина, яка досі здійснює регулярні пасажирські перевезення загального користування. 
Інші три – лише туристичні залізниці.
У травні 1959 Цанрадбан був включений до генерального плану нумерації трамваїв Штутгарта. 
Спочатку це був номер 30, але після створення Verkehrs- und Tarifverbund Stuttgart (муніципальна асоціація, яка виступає організатором громадського транспорту) він став номером 10.

## Історія
- 23 серпня 1884: Відкриття зубчатої залізниці Штутгарт – Дегерлох, першої дистанції лінії Фільдербан, як вузькоколійної (1000 мм ) парової залізниці з системою Ріггенбаха. Компанія Filderbahn обслуговувала маршрут від Штутгарта до станції Дегерлох.
- 1902: Електрифікація зубчастої залізниці та сполучних колій від Дегерлоха до Гоенгайма та від Мерінгена до Вайгінгена. Через технічні неполадки електрифікацію залізниці затримали на два роки.
- 1903: Перенесення роз'їзду з Гайгста на Віландсгеє.
- 1904: Початок роботи електропотягів на зубчастій залізниці, робота паротягів обмежена недільними екскурсіями.
- 1918: два додаткових паротяги, отримані від швейцарської залізниці Брюнігбан[en] для парових послуг, які збільшилися через війну.
- 1920: місто Штутгарт перейняло власність над Фільдербаном, а управління ним передано Штутгартському трамваю.
- 1921: Припинення  використання паровозів.
- 1926: Усі пасажирські вагони зубчастої залізниці та Фільдербану перефарбовано у ліврею SSB . Однак, щоб відрізнити транспортні засоби, що належать SSB, від транспортних засобів, які належать Фільдербану, останні тимчасово додають перед номерами транспортних засобів літеру «F».
- 1934: Фільдербан і зубчаста залізниця переходять у власність Штутгартського трамвая.
- 1935: Поставлено перші два 3-вісні вагони, номер 101 (в експлуатації до 1982 року) і 102 (списаний на металобрухт через пошкодження в 1974 році).
- 1936: Перенесення кінцевої станції Штутгартської зубчастої залізниці з долини на площу Марієнплац для покращення пересадок на трамвай.
- 1937: Вагон 103 був першим транспортним засобом, виготовленим повністю зі сталі, який був доставлений до SSB.
- 1950: Поставлено останні два вагони другого покоління, № 104 (сьогодні вагон-музей) і 105 (розібраний в 1995 р.).
- 1954: Останній вагон першого покоління, номер 109, виведено з експлуатації.
- 1956: переміщення причепа(ів) із Фільдербана на зубчасту залізницю для обслуговування збільшеного шкільного руху. Однак це робилося вкрай рідко і лише до 1965 року, коли цю практику було припинено.
- 1965: Заміна старого чавунного мосту (зазвичай його називають Турецьким мостом, оскільки його виробник, Maschinenfabrik Esslingen[en], спочатку мав намір доставити міст до Туреччини) через Нойе-Вайнстайге на сучасний залізобетонний міст.
- 1971: Через зміни у розташуванні колій на Марієнплац і будівництва станції метро двоколійну долинну станцію на Марієнплац було замінено одноколійною станцією, половина якої розташована на мосту через водосховище.
- 1974: Вагон номер 102, нещодавно виведений з експлуатації, демонструється в ході Штутгартської Масляної як атракціон.
- 1977: В результаті реконструкції станції Дегерлох на зубчастій залізниці було піднято сполучну колію зі сполучною залізницею, і зубчаста залізниця була ізольована від решти мережі SSB.
- 1978: Припинення роботи тривагонних складів.
- 1980: Реконструкція зубчастої залізничної колії для використання з нововведеними в експлуатацію вагонами типу ZT 4 .
- 1982: Введення в мережу міських залізниць сучасних моторних вагонів ZT 4. Випробування з перевезення велосипедів по похилій трасі в демонстраційному вагоні, розробленому компанією.
- 1984: святкування сторіччя та останній рейс традиційного зубчастого вагона 104 і демонстраційного вагона 120.
- 1989: Заміна колишніх поворотних дверей на ZT4 відповідними зовнішніми поворотними дверима на DT8.
- 1992: Продаж демонстраційного вагона 117 (виробництва 1896) Музею залізниці Гертсфельда (HMB) у Нересгаймі. До цього часу він був виставлений приватним колекціонером як пам'ятник. Сьогодні музей використовує його як вузькоколійний пасажирський транспорт на власній лінії.
- 1994: Подовження маршруту у верхній частині лінії до Альбплац для покращення сполучення зі штадтбаном .
- 2002: Повторне відкриття реконструйованого термінала та мосту на повністю переробленій та модернізованій Марієнплац (6 грудня).
- 2004: Заміна верхньої будови колії; часткове укладання нової, трохи вужчої зубчастої рейки.
- 2022: Четверте покоління вагонів ZT 4.2 виробництва Stadler Rail представлено на заміну ZT 4 після понад 40 років експлуатації.